# Dusponera
Dusponera  (лат.) — род чешуекрылых подсемейства совок-пядениц. Распространены в Южной Америке.

## Описание
Щупики изогнутые, длинные, достигают середины груди. Усики в мелких щетинках. Размах крыльев от 20 до 29 мм. Вершина переднего крыла острая. Внешний край передних крыльев за вершиной изогнутый. Внешний край задних крыльев округлый.

## Классификация
В составе рода:
- Dusponera fannia Schaus 1916 — Французская Гвиана[1].
- Dusponera semifalcata Dognin 1914 — Эквадор[2].